# Ansitz Neumelans

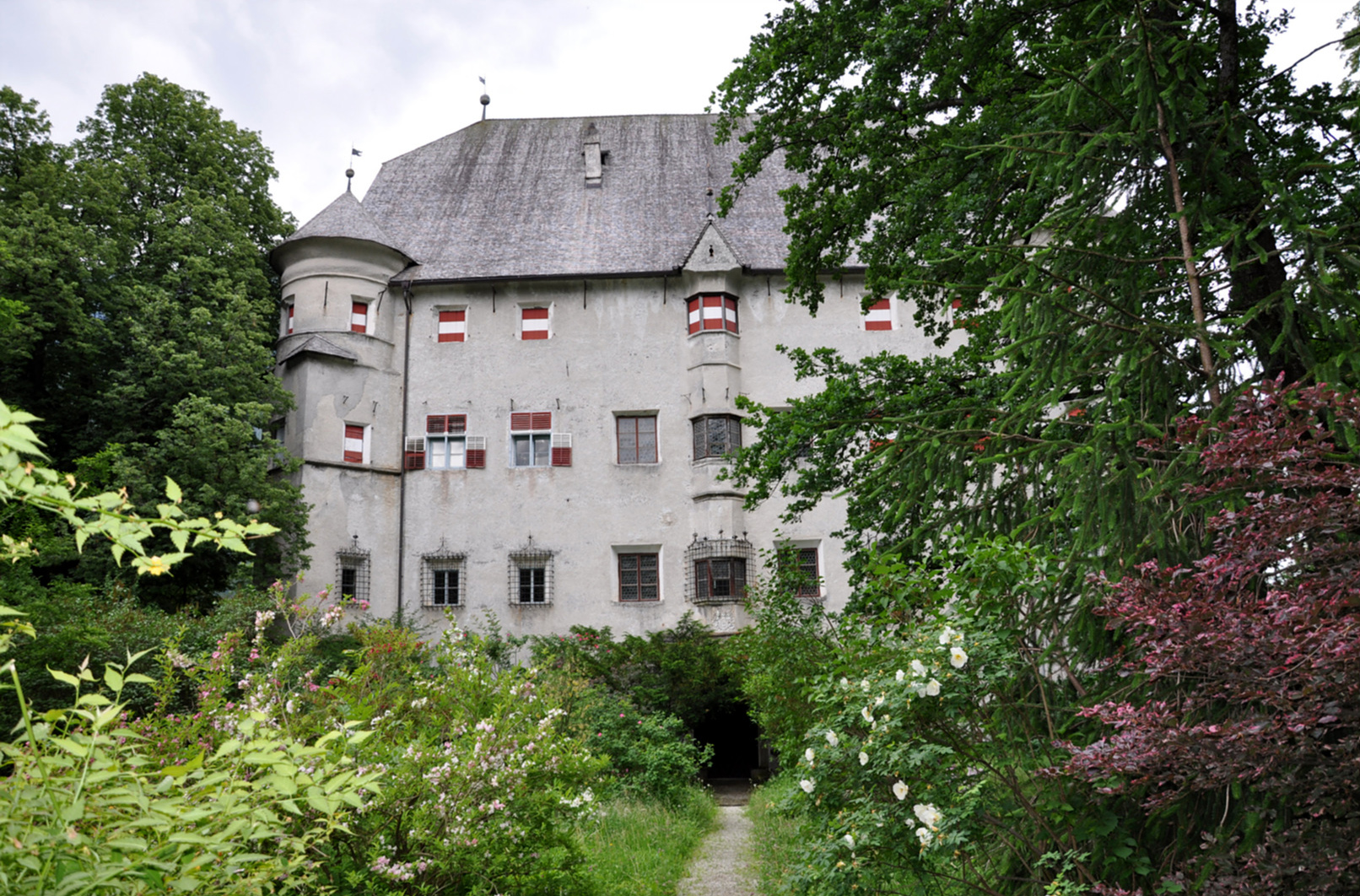
Ansitz Neumelans

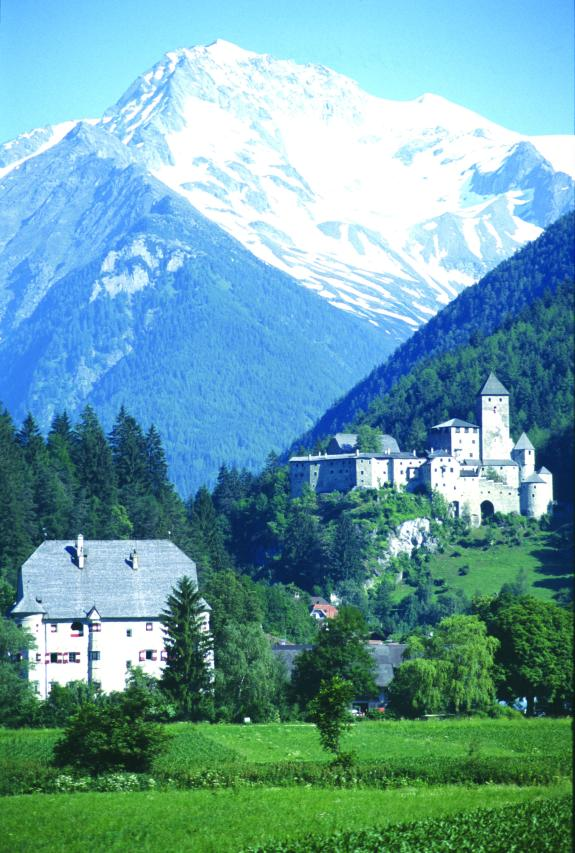
Ansitz Neumelans vor Burg Taufers und den Zillertaler Alpen

Der Ansitz Neumelans (auch „Schloss Neumelans“ genannt) ist ein Gebäude aus dem späten 16. Jahrhundert am südwestlichen Ortsausgang von Sand in Taufers im Nordosten von Südtirol.

## Geschichte
Der stark schlossartige Bau, der zu den schönsten Ansitzen landesweit gezählt wird, wurde von Hans Fieger aus Melans, der als Pflegrichter auf Burg Taufers fungierte, innerhalb von 12 Monaten in den Jahren 1582/83 errichtet. Der Name des Ansitzes stammt vom Ansitz Melans bei Absam im Inntal, der ebenfalls von der Familie Fieger errichtet worden war. Nach den Fiegern gehörte das Bauwerk den Zeiller v. Zeillheim (ab 1708), den von Ottenthal (ab 1815), die den Bau 1864 restaurierten, und seit 1956 über den Erbweg der Familie Schober. In der zweiten Hälfte des 19. Jahrhunderts war hier der Tiroler Landtagsabgeordnete und Mediziner Franz von Ottenthal als Landarzt tätig und hinterließ umfassende Notate über seine medizinische Tätigkeit. Auch der in Wien wirkende Historiker Emil von Ottenthal stammte von hier.
In der Zeit der deutschen Besetzung Italiens bzw. der Operationszone Alpenvorland diente die Anlage samt ihrem Torhaus als eines der Depots des umfassenden NS-Kunstraubs aus den großen Museen Italiens; die Kunstwerke wurden im Sommer 1945 rückgeführt.

## Beschreibung
Der wuchtige viergeschossige, wohlgeformte Bau mit (fast) regelmäßiger Fensteranordnung besitzt an allen 4 Ecken Türmchen (unten quadratisch, in der Dachregion rund) und ein hohes schiefergedecktes Krüppelwalmdach. Die Räume (mit Getäfel und Felderdecken) sind um große Flursäle angeordnet, diese sind im Erdgeschoss gewölbt und in den oberen Stockwerken flach.
Bemerkenswert ist der 3,14 m hohe Perkhofersche Kachelofen im Herrengeschoß der Anlage, ein mit Zierkacheln bekränzter Turmofen aus der Zeit um 1650.

## Sonstiges
Der Historiker Emil von Ottenthal stammt von Neumelans und wuchs hier auf.